# Antena 3 (Spanien)

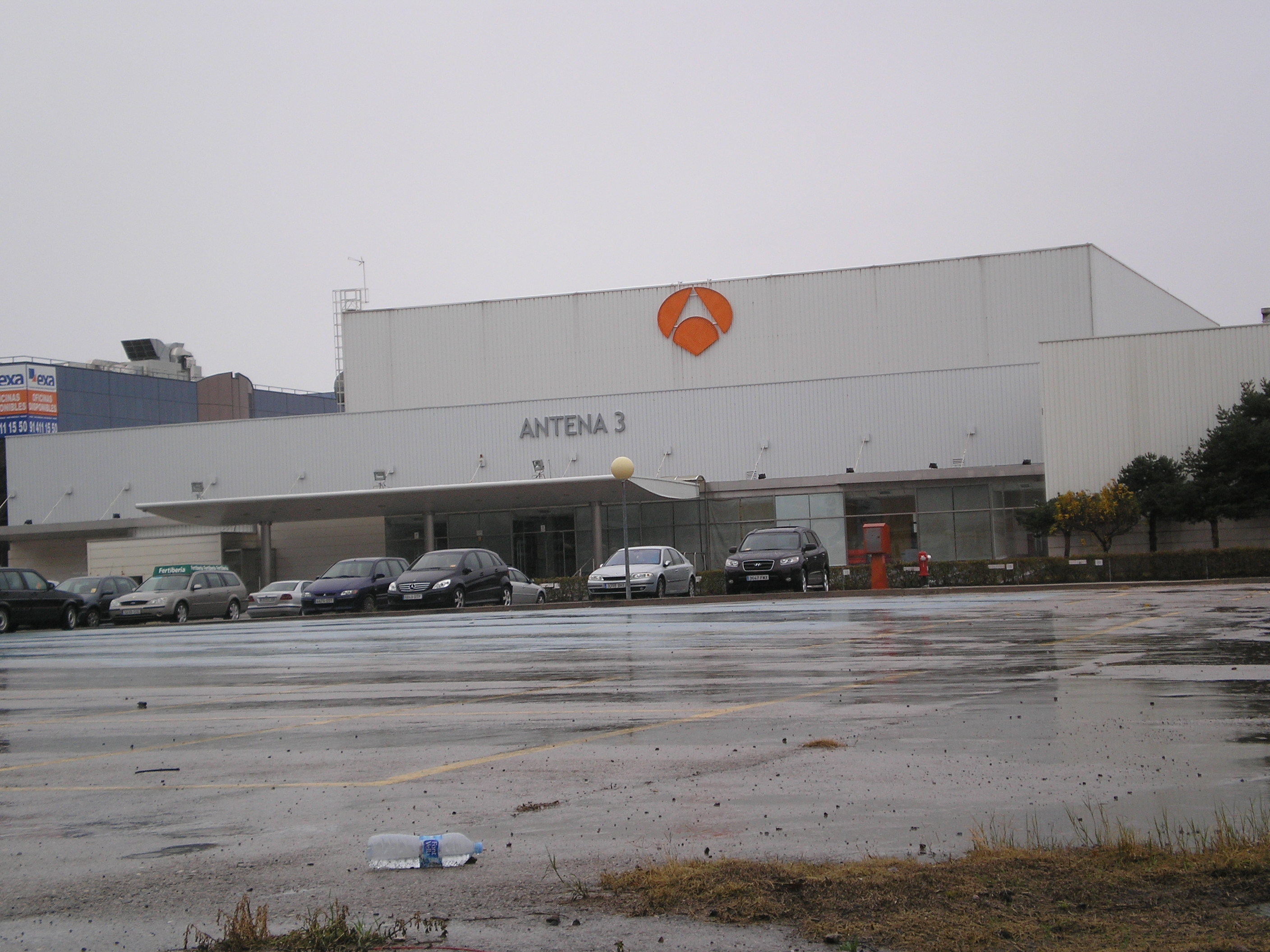
Sendesaal von Antena 3 in San Sebastián de los Reyes

Antena 3 ist ein Medien- und Telekommunikationsunternehmen aus Spanien. Der Hauptsitz des 1988 gegründeten Unternehmens befindet sich in San Sebastián de los Reyes in der Autonomen Gemeinschaft Madrid.
Antena 3 betreibt in Spanien Fernseh-, Hörfunksender und Kinos. Bedeutende Anteilseigner sind Planeta DeAgostini (ein Tochterunternehmen der Grupo Planeta) und die RTL Group. Rund 1400 Mitarbeiter sind bei Antena 3 beschäftigt.
Der gleichnamige Fernsehsender ist in allen Teilen Spaniens terrestrisch zu empfangen. Über DVB-T und Kabelfernsehen werden zwei zusätzliche Spartensender mit den Namen Nova und Neox angeboten.

## Tochterunternehmen von Antena 3
- Onda Cero – Radiostation
- Movierecord – kommerzieller Kinobetreiber

## Programme

### Nachrichtenprogramme
- Ruedo Ibérico
- A Fondo
- Espejo Público
- Antena 3 Noticias 1
- Antena 3 Noticias 2
- Antena 3 Noticias 3
- Antena 3 Noticias Fín de Semana

### Sportprogramme
- UEFA Champions League
- UEFA Europa League
- Vuelta a España

### Weitere Programme
- ¡Boom!
- Rebelde
- Los Simpson
- Buenafuente
- Aquí no hay quien viva
- Los hombres de Paco
- ¿Dónde estás, corazón?
- El diario de Patricia
- Megatrix
- Libertad Vigilada
- Homo Zapping News
- 7 días, 7 noches
- Mis adorables vecinos
- Pelopicopata
- ¿Quién quiere ser Millonario?
- La Casa de Papel
- La Ruleta de la Suerte
- Shin-Chan
- Tru Calling
- Las Chicas Superpoderosas
- El Laboratorio de Dexter
- Un paso adelante
- La Valla